# 入曾站
入曾站（日语：／ Iriso eki */?），是位於日本埼玉縣狹山市大字南入曾，屬於西武鐵道新宿線的鐵路車站。車站編號是SS25。

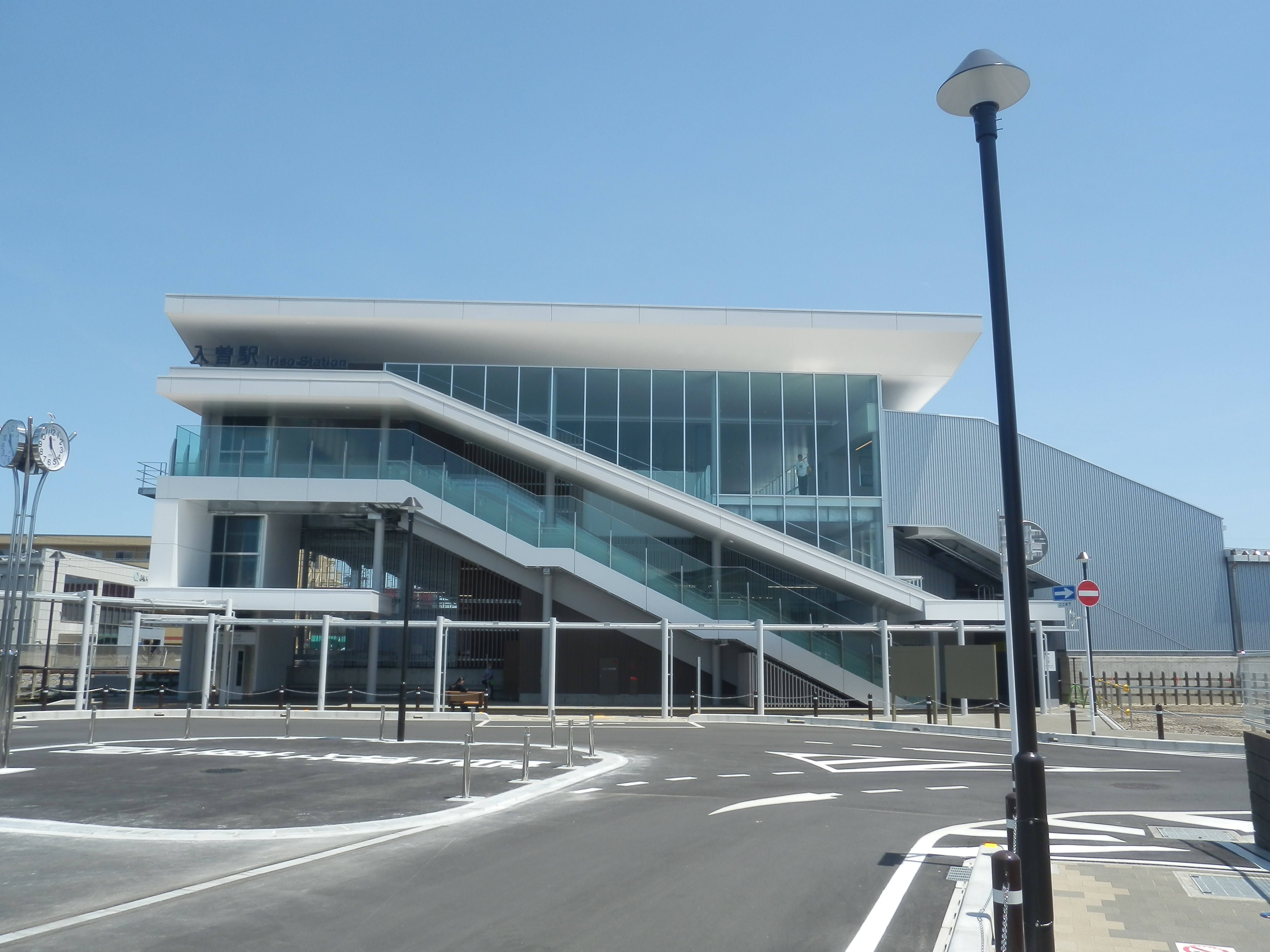
西口（2025年5月）

## 車站結構

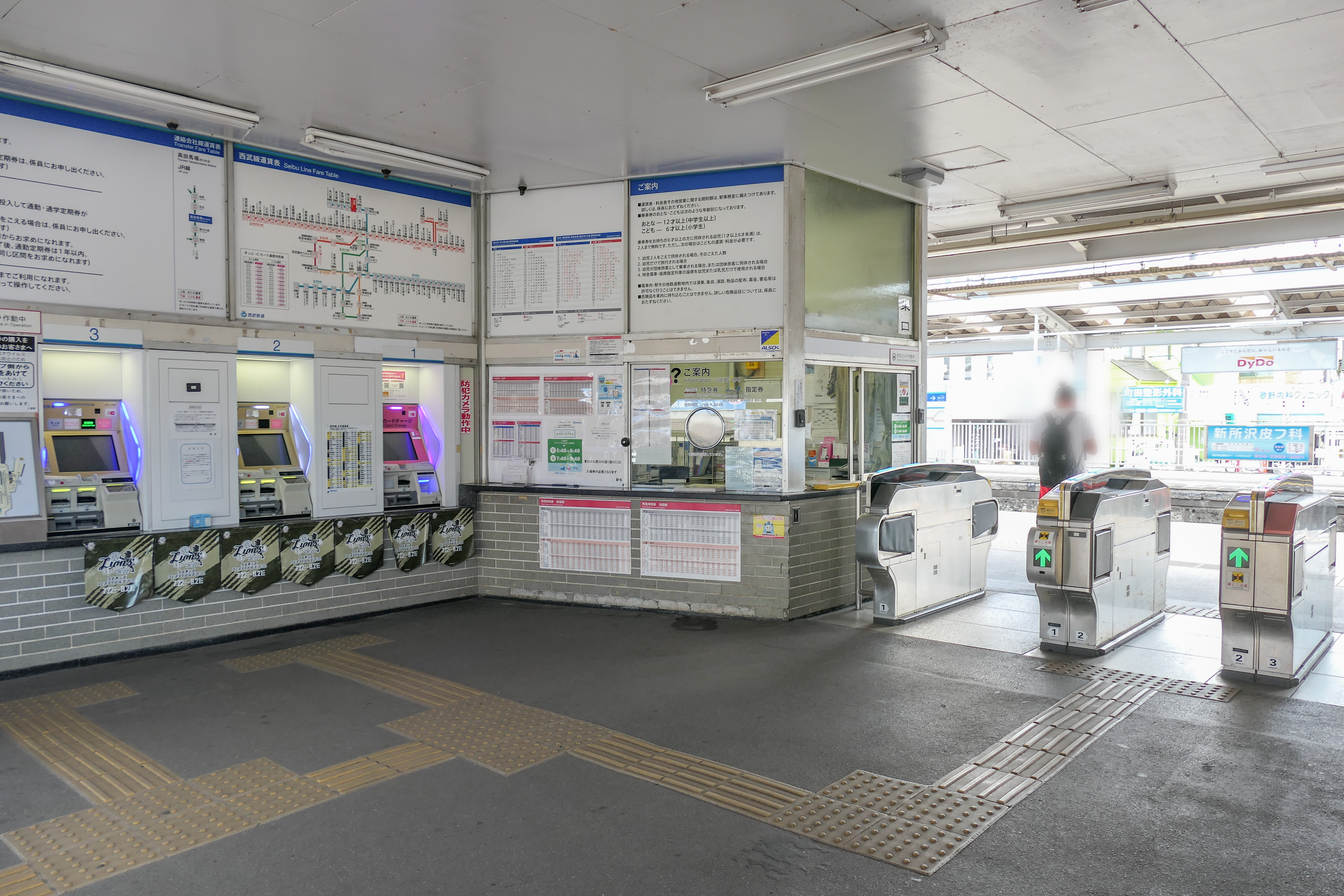
東檢票口（2022年8月）

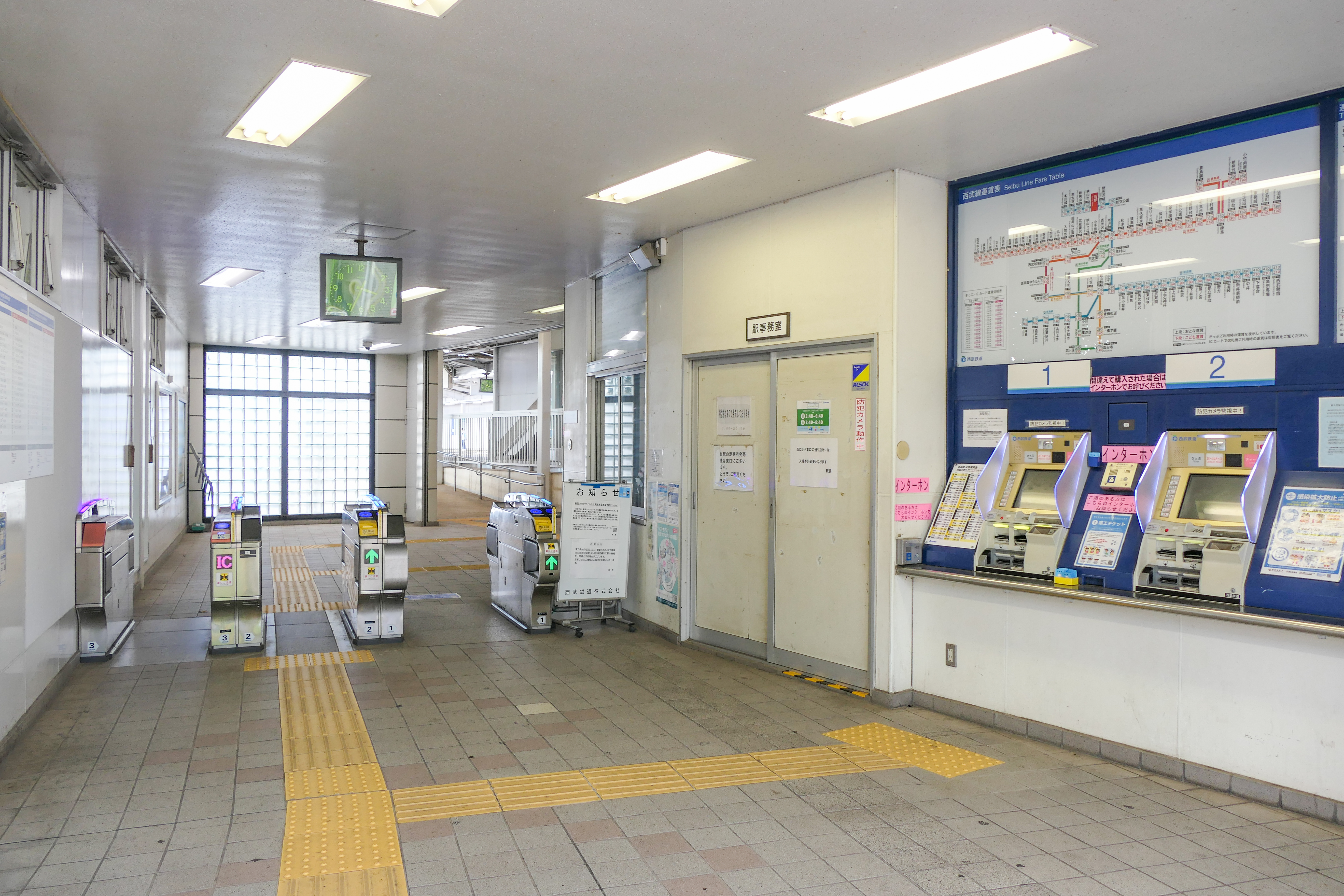
西檢票口（2022年8月）

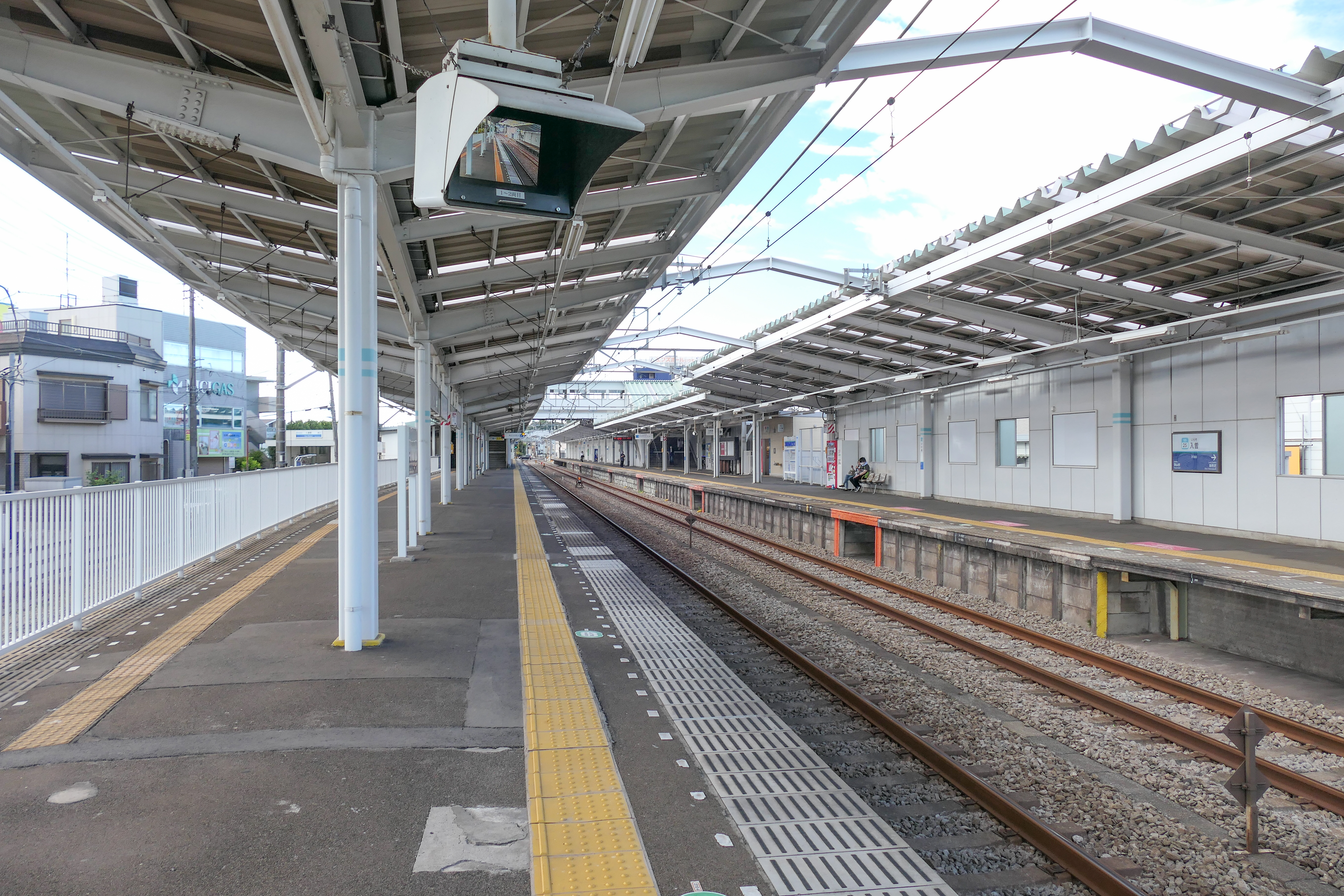
月台（2022年8月）

本站為對向式月台2面2線的地面車站。下行月台側站房位於西口，上行月台側站房則位於東口。各月台之間透過跨線橋聯絡，下行月台近所澤的樓梯併設扶手電梯。廁所位於1號月台側。2015年度起無障礙化以及實施耐震補強工程，並在站內設置升降機。
2025年3月29日，西武鐵道正式啟用入曾站的新跨站式站房及東西自由通道。

### 月台配置
| 月台 | 路線   | 方向 | 目的地                       |
| ---- | ------ | ---- | ---------------------------- |
| 1    | 新宿線 | 上行 | 所澤、高田馬場、西武新宿方向 |
| 2    | 新宿線 | 下行 | 狹山市、本川越方向           |

## 使用情況
- 西武鐵道 - 2016年度1日平均上下車人次為18,278人[6]。
西武鐵道全部92個車站當中排行第56位。

近年1日平均上下、上車人次的推移如下表。
| 年度               | 1日平均 上下車人次 | 1日平均 上車人次 |
| ------------------ | ------------------ | ---------------- |
| 2003年（平成15年） | 22,453             |                  |
| 2004年（平成16年） | 21,936             |                  |
| 2005年（平成17年） | 21,530             |                  |
| 2006年（平成18年） | 21,268             |                  |
| 2007年（平成19年） | 20,804             |                  |
| 2008年（平成20年） | 20,664             |                  |
| 2009年（平成21年） | 20,215             |                  |
| 2010年（平成22年） | 19,507             |                  |
| 2011年（平成23年） | 18,945             |                  |
| 2012年（平成24年） | 18,670             |                  |
| 2013年（平成25年） | 18,689             |                  |
| 2014年（平成26年） | 18,327             |                  |
| 2015年（平成27年） | 18,378             |                  |
| 2016年（平成28年） | 18,278             |                  |

## 相鄰車站
西武鐵道
 新宿線
■通勤急行
通過
■急行、■準急、■各站停車
新所澤（SS24）－（南入曾信號場）－入曾（SS25）－狹山市（SS26）
- 另外，與新所澤站之間設有南入曾信號場，分岐前往南入曾車輛基地。

## 外部連結
- 入曾 - 西武鐵道